# Any Time, Any Place
„Any Time, Any Place” este un cântec al interpretei americane Janet Jackson. Piesa a fost compusă de Jimmy Jam și Terry Lewis și Jackson, fiind inclusă pe cel de-al cincilea material discografic de studio al artistei, janet.. „Any Time, Any Place” a ocupat locul 2 în Statele Unite ale Americii, ocupând poziții modeste la nivel mondial.

## Clasamente
| Clasament                            | Poziția maximă | Referință |
| ------------------------------------ | -------------- | --------- |
| Australian Singles Chart             | 37             | [ 4 ]     |
| New Zealand Singles Chart            | 20             | [ 2 ]     |
| UK Singles Chart                     | 13             | [ 5 ]     |
| U.S. Billboard Hot 100               | 2              | [ 3 ]     |
| U.S. Billboard Hot R&B/Hip-Hop Songs | 1              | [ 3 ]     |
| U.S. Billboard Hot Dance Club Play   | 1              | [ 3 ]     |